# Habla, mudita
Habla, mudita és una pel·lícula espanyola de 1973 dirigida per Manuel Gutiérrez Aragón i protagonitzada per José Luis López Vázquez i Kiti Mánver. Va ser rodada en el refugi d'Áliva i als pobles de Bores i Bejes, a Cantàbria. Va rebre el premi CIDALC en el 23è Festival Internacional de Cinema de Berlín. Fou seleccionat per representar espanya en l'Oscar a la millor pel·lícula de parla no anglesa als premis Oscar de 1973, però finalment no fou nominada.

## Sinopsi
Don Ramiro, home preocupat pels problemes del llenguatge, passa les seves vacances en un poblet de les muntanyes càntabres. Allí coneix a una jove pastora muda, per la qual queda fascinat, en un món provincià, amb una visió plana de l'existència.

## Repartiment
- José Luis López Vázquez - Rodrigo
- Kiti Mánver - La Muda
- Francisco Algora - El Mudo
- Hanna Haxmann
- Francisco Guijar
- Susan Taff
- Marisa Porcel
- Rosa de Alba
- Edy Lage
- María de la Riva
- Pedrín Fernández
- Lucy Tiller
- Manuel Guitián
- Carmen Liaño
- Vicente Roca

## Premis
29a edició de les Medalles del Cercle d'Escriptors Cinematogràfics
| Categoria         | Premiat                 | Resultat  |
| ----------------- | ----------------------- | --------- |
| Millor fotografia | Luis Cuadrado           | Guanyador |
| Premi revelació   | Manuel Gutiérrez Aragón | Guanyador |